# Сретен Николић
Сретен З. Николић (Ратаје, 11. јануар 1891 — Врањска Бања, 15. јул 1959) био је српски лекар. Један је од првих лекара из врањског краја, који је медицинске студије завршио у Прагу. Са српском војском прешао Албанију, учесник Првог и Другог светског рата, након којих је радио у Београду, Врњачкој и Врањској Бањи, у срединама у којима је оставио дубок траг као лекар и човек.

## Живот и каријера
Рођен у Ратају, селу на домаку Врања, у средишту врањске котлине, поред Јужне Мораве, 11. јануара 1891. године, као друго дете оца Ћипре Николићаћ-Зака (1854 — 1926) из Ратаја и мајке Зафире (1855 — 1955) из Дубнице, села у близини Врања, ћерке истакнутог домаћина и народног посланика Милана Милановића. Угледна породица Николић, одшколовала је два лекара: два Ћиприна сина др Сретен и његовог брата др Милана.
Основну школу завршио је у Ратају. Четири разреда гимназије и нижи течајни испит завршио је у Врању 1905, а осми разред гимназије са великом матуром у Нишу 1909. године. Студије медицине, које је уписао 1910. године на Медицинском факултету у Прагу, са прекидом због учешћа у Балканским ратовима и Првом светском рату од 1912. до 1919, завршио је 1921. године.
Још као студеднт Сретен Николић се активно бавио гимнастиком, и био члан соколског друштва у Прагу. Био је и страстан играч
покера, све до своје смрти.
У Првом светском рату (1914 — 1919) као медицинар био је припадник српског санитет у групи која је пратила краља Петра Првог за време повлачења преко Албаније. До краја рата као медицинар радио је у једној од болница на Крфу.
Након завршетка Првог светског рата, прво је радио као лекар Опште државне болнице у Београду (1922–1925), у којој је стекао звање лекара специјалисте за унутрашње болести, а потом се као лекар специјалиста вратио у свој родни крај и службовао у Врању од 1926 до 1929. године као физикуса Врањског округа.
Поново напушта Врање и од децембра 1929. године обавља дужност здравственог саветника Одељења за социјалну политику и народно здравље Дринске бановине, а потом и лекара у управи Врњачке Бање, све до Другог светског рата.
По завршетку Другог свестког рата, још једном се вратио у Врање и и ради као балнеолог и интерниста у Врањској Бањи.
Др Николић је изненада преминуо у 68-тој години живота, 15. јула 1959. године у Врањској Бањи. Сахрањен је у Врању, а потом су његови посмртни остаци пренет у Београд и положени у гробницу др Јована Хаџивасиљевића, знаменитог Врањанца, историчара и етнолога, поочима његове супруге Катарине-Тинке.

## Признања
- 5. априла 1920. — Медаља за спомен на повлачење српске војске преко Албаније, коју је стеко као припадник српске војске која се повлачила преко Албаније у зиму 1915/1916.
- 20. августа 1928. — указом краља Александра одликован је високим одликовањем – Краљевским орденом Светога Саве петог реда.